# Acritoptila glossocercus
Acritoptila glossocercus är en nattsländeart som beskrevs av Darcy B. Kelley 1989. Acritoptila glossocercus ingår i släktet Acritoptila och familjen smånattsländor. Inga underarter finns listade i Catalogue of Life.